# Ohře
Pour les articles homonymes, voir Eger.
L'Ohře (en allemand : Eger) est une rivière et un affluent de l'Elbe longue de 316 km, qui prend sa source en Bavière et traverse la Tchéquie.

## Géographie

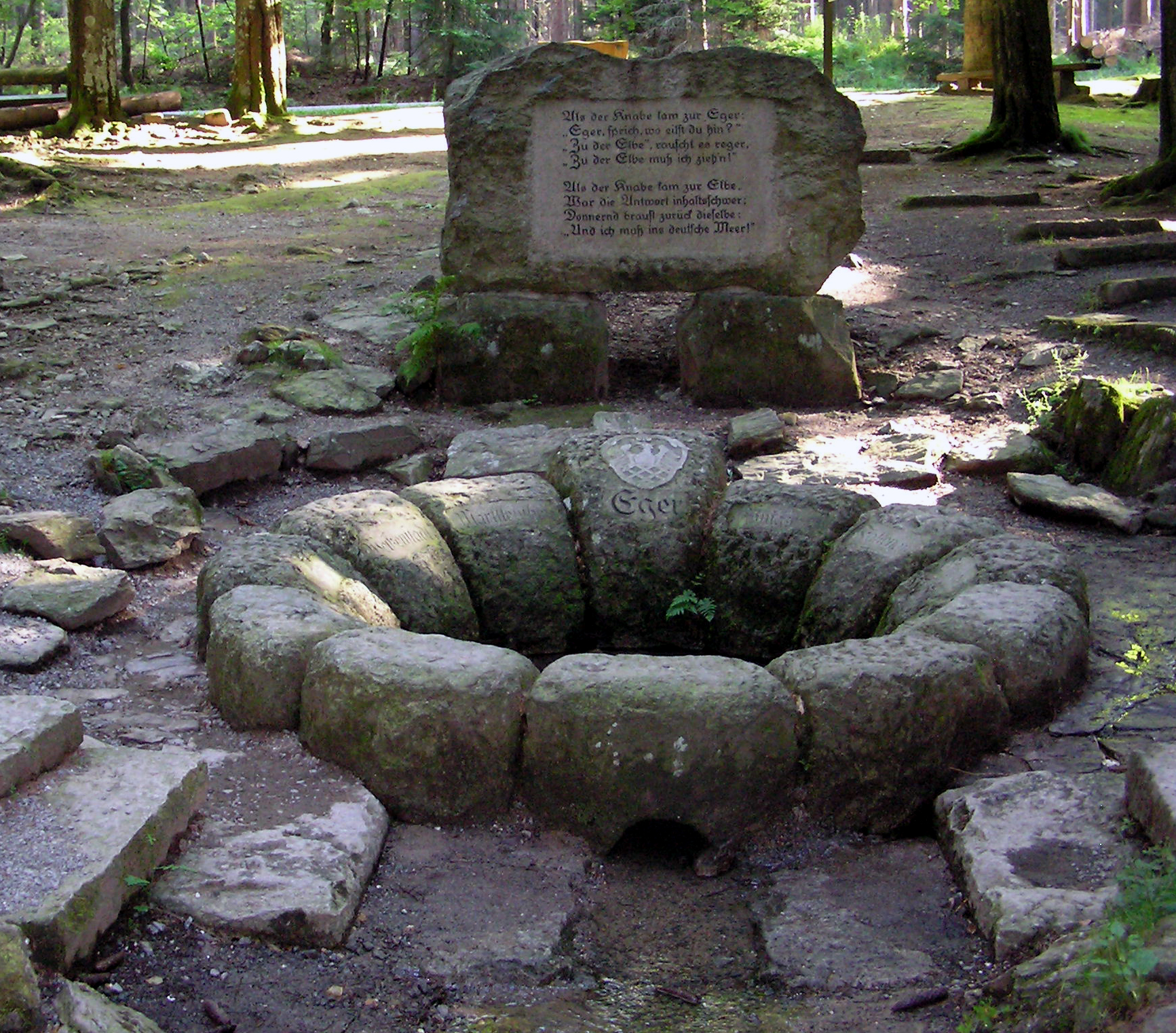
Source de l'Eger/Ohře en Bavière.

Sa source est située au pied du mont Schneeberg (Fichtelgebirge) non loin de Weißenstadt. Après environ 35 km, elle traverse la frontière tchèque et arrose les villes d'Egra, Karlovy Vary, Sokolov, Klášterec nad Ohří, Kadaň, Žatec, Louny et Terezín, avant de se jeter dans l’Elbe à Litoměřice.

## Affluents
Ses affluents principaux sont la Teplá (rd), Chomutovka (rg) et la Blšanka (rd).

## Étymologie
Anecdotiquement, les Tchèques racontent que l'Ohře provient étymologiquement de ohřát (verbe qui signifie « réchauffer » en tchèque) à cause de la Teplá (qui signifie « chaude » en raison de sa température élevée à sa source). Cependant, l'étymologie est celte et provient du mot Agara (ag est « saumon » et ara veut dire « rivière ») qui a donné Eger en allemand et Ohře en tchèque, langue où le « g » a subi un amuïssement en « h ».
La rivière a donné son nom à Ohrdorf, quartier de la ville de Wittingen (Allemagne), à proximité duquel elle passe.